# Massenmedien
Massenmedien sind in der Medienwirtschaft, Medienökonomie und Publizistikwissenschaft Medien, die als Kommunikationsmittel zur Verbreitung von Medieninhalten in der Öffentlichkeit und für die Kommunikation mit einer großen Zahl von Empfängern dienen. Als Vierte Gewalt haben sie große Verantwortung in der modernen Demokratie. Gegensatz ist das Individualmedium.

## Allgemeines
Während die von einem Individualmedium transportierten Medieninhalte sich genau an einen bestimmten Empfänger oder Nutzer richten (wie etwa bei handgeschriebenen Büchern, selbstbespielten Datenträgern oder Telefon), sind Massenmedien (gedruckte Bücher, Printmedien, Tonträger, Bildträger, Datenträger (wie z. B. gepresste CDs oder DVDs), Rundfunk) sowie Internet und Online-Dienste. an eine unbestimmte Vielzahl von Empfängern gerichtet. Massenmedien werden auf einem Massenmarkt angeboten, der Printmedien, Rundfunk sowie Bild- und Tonträger der Unterhaltungselektronik umfasst. Die Bild- und Tonträger richten sich zwar an einen bestimmten Empfänger, werden jedoch massenhaft produziert. Die Kommunikation ist einseitig bei Printmedien (Bücher; bei Zeitungen die Möglichkeit der Kontaktaufnahme mit der Redaktion per Leserbrief), Briefen und E-Mails oder mehrseitig bei der Telekommunikation (Telefon, Smartphone, Videokonferenz).
Die Massenmedien haben einen „öffentlichen Auftrag“ und bestimmen die Themen, die in der Gesellschaft als relevant angesehen werden und welche nicht; die Demokratie lebt von einer kritischen Öffentlichkeit. Die gesellschaftliche Funktion der Massenmedien besteht in der Erfüllung von Informations- und Unterhaltungsbedürfnissen sowie laut Niklas Luhmann im Erzeugen eines sozialen Gedächtnisses, das darin besteht, „dass man bei jeder Kommunikation bestimmte Realitätsannahmen als bekannt voraussetzen kann, ohne sie eigens in die Kommunikation einführen und begründen zu müssen“.
Die Medienwissenschaft ist das wissenschaftliche Fach, das sich mit der Geschichte und Wirkung der Massenmedien beschäftigt. Mit den Akteuren, Strukturen und Leistungen des Journalismus befasst sich die Journalistik als Teilgebiet der Kommunikationswissenschaft. Insgesamt ist die wissenschaftliche Betrachtung und Beschäftigung mit Massenmedien also interdisziplinär verteilt im Spannungsfeld sowohl der Geistes- als auch der Sozial- und der Kulturwissenschaften, wobei der jeweilige theoretische Hintergrund der unterschiedlichen Anwendungsgebiete ebenfalls noch zu berücksichtigen ist (z. B. Wirtschaftswissenschaften für den Wirtschaftsteil und Sportwissenschaft für den Sportteil).

## Definitionen
Eine bekannte Definition lautet: „Die Massenmedien sind Kommunikationsmittel, die durch technische Vervielfältigung und Verbreitung mittels Schrift, Bild oder Ton Inhalte an eine unbestimmte Zahl von Menschen vermitteln und somit öffentlich an ein anonymes, räumlich verstreutes Publikum weitergeben.“
Durch Massenmedien wird Massenkommunikation ermöglicht. Die Massenkommunikation geschieht öffentlich, wodurch im Prinzip jeder Zugang zu den Angeboten von Massenmedien hat. In diesem Sinne umfasst die sozialwissenschaftliche Definition von Massenmedien:
- Printmedien (z. B. Flugblatt, Plakat, Buch, Presse)
- Audiovisuelle Medien: Film, Hörfunk und Fernsehen
- massenhaft verbreitete Speichermedien (z. B. CD, DVD)
- Webseiten im Internet.

Gerhard Maletzke definiert fünf entscheidende Faktoren für Massenkommunikation: „Unter Massenkommunikation verstehen wir jene Form der Kommunikation, bei der Aussagen öffentlich (also ohne begrenzte und personell definierte Empfängerschaft) durch technische Verbreitungsmittel (Medien) indirekt (also bei räumlicher oder zeitlicher oder raumzeitlicher Distanz zwischen den Kommunikationspartnern) und einseitig (also ohne Rollenwechsel zw. Aussagenden und Aufnehmenden) an ein disperses Publikum vermittelt werden.“
Diese Definition schließt z. B. Theaterveranstaltungen als Massenkommunikation aus, da das Publikum nicht ausreichend verteilt (dispers) ist. Auch ist zu bedenken, dass Massenmedien zu komplexen sozialen Institutionen geworden sind, die durch Politik, Recht und Ökonomie in ihrer Ausgestaltung beeinflusst werden. Ohne diese Dimension ist ein sinnvoller internationaler Vergleich von Medien und Mediensystemen kaum möglich.
Während jedoch dieser Kritikpunkt als strittig behauptet werden kann, da auch die klassischen Massenmedien „durch Politik, Recht und Ökonomie“ in ihrer Ausgestaltung beeinflusst waren und weiterhin sind, wodurch dieser Charakter nicht zwangsläufig zur Definition Maletzkes im Widerspruch gesehen werden muss, sehen Kunczik und Zipfel die Schwachstelle in der fehlenden Vereinbarkeit mit der technischen Weiterentwicklung, die in den vergangenen Jahrzehnten stattgefunden hat:

„Diese Kriterien eignen sich zur Beschreibung der Massenkommunikation durch Medien wie Presse, Radio und Fernsehen. Für die sogenannten ‚Neuen Medien‘ ist diese Definition allerdings nicht mehr adäquat, da v. a. interaktive Dienste auch Komponenten interpersonaler Kommunikation aufweisen.“

Darauf aufbauend entwickelte Ulrich Saxer 1998 eine Definition, die Medien nicht nur als technische Artefakte, sondern in ihrer gesellschaftlichen Dimension zu erfassen versucht. „Medien sind komplexe institutionalisierte Systeme um organisierte Kommunikationskanäle von spezifischem Leistungsvermögen“ und sind durch fünf mehr oder weniger stark ausgeprägte Merkmale gekennzeichnet:
1. Medien stellen technische Kommunikationskanäle dar, die verschiedene Zeichensysteme – visuelle (z. B. Zeitungen), auditive (z. B. Radio) und audiovisuelle (z. B. Fernsehen) – mit unterschiedlich ausgeprägter Kapazität transportieren können.
2. Medien müssen sich organisieren, um ihre jeweilige Medientechnik wirkungsvoll zum Tragen bringen zu können.
3. Medienkommunikation resultiert aus Herstellungs-, Bereitstellungs- und Empfangsprozessen und bildet damit ein komplexes System der Medien.
4. Medien können sowohl funktional als auch dysfunktional sein. Sie sind in kultureller, wirtschaftlicher, politischer und sozialer Hinsicht problemlösend und problemschaffend zugleich.
5. Medien sind institutionalisiert.

Der Philosoph Hans-Georg Gadamer weist darauf hin, dass nach Aristoteles eine Stadt nicht größer werden soll, als dass die Stimme eines Stentors jeden Bürger gleichzeitig erreichen kann. In der Gegenwart sollen die Massenmedien diese Rolle übernehmen und sind auch dazu in der Lage, es fehlt ihnen aber an der substanziellen Stimme eines solchen Stentor, der „großen Kulturkräfte“.
2005 veröffentlichte Irene Neverla eine weitere Definition. Massenmedien sind demnach „institutionalisierte Handlungszusammenhänge, die sich komplexer Kommunikationskanäle und -techniken bedienen und in arbeitsteiligen Organisationsformen nach bestimmten Regeln und Routinen für die Gesellschaft bedeutungsvolle Funktionen für die öffentliche Kommunikation erbringen.“ Ein weiterer Ansatz stammt von Roger Blum. Er versteht unter Massenmedien „publizistische Medien, um Medien der öffentlichen Kommunikation, die in der Gesellschaft eine Rolle spielen.“

## Medienunternehmen als Massenmedien
Zu den Massenmedien werden folgende Medienunternehmen gerechnet:
| Medienunternehmen        | Medieninhalte erzeugen          | Medieninhalte bündeln     | Träger der Medieninhalte | Medieninhalte vertreiben      |
| ------------------------ | ------------------------------- | ------------------------- | ------------------------ | ----------------------------- |
| Printmedien              | Autoren und Redakteure          | Zeitungs- und Buchverlage | Papier                   | Distributionslogistik, Handel |
| Rundfunk                 | Künstler, Reporter, Moderatoren | Radio- und Fernsehsender  | Funkwellen, Kabelnetze   | Fernsehsender, Radiosender    |
| Onlinedienste            | Content-Provider                | Informationsvermittler    | Internet                 | Service-Provider              |
| Speichermedienhersteller | Autoren, Künstler               | Verlage                   | Bildträger, Tonträger    | Logistik, Handel              |

Printmedien, Rundfunk Onlinedienste und Speichermedienhersteller (insbesondere Tonträgerunternehmen) sind in der Produktion auf Massenproduktion durch entsprechende Produktionsverfahren eingestellt.

## Die Rolle der Technik
Harry Pross teilt Medien abhängig von deren Produktions- und Rezeptionsbedingungen in Gruppen ein:
- Primäre Medien sind Mittel des menschlichen Elementarkontaktes ohne Gerät, sie benötigen keine Hilfsmittel zur Produktion und Rezeption.
- Sekundäre Medien bedürfen zu ihrer Hervorbringung, nicht jedoch zu ihrer Wahrnehmung, Geräte.
- Tertiäre Medien setzen auf Seiten des Produzenten wie auf der des Konsumenten Geräte voraus.

Ergänzt werden können quartäre Medien, die auf beiden Seiten Geräte voraussetzen, nicht aber ausschließlich massenmedialer Kommunikation oder Mitteilungsverbreitung dienen. Das Internet ist z. B. ein Medium, das vom Nutzer in anderem Ausmaß aktive Entscheidungen über den Konsum verlangt und zum Teil direkte Rückkopplung des Nutzers zum Anbieter erlaubt. Daraus ergeben sich schnelle und spontane Wechsel der Zuordnung aufgrund der wechselnden Benutzungsmodi: Der Wechsel zwischen tertiären Eigenschaften und quartären sind etwas Neues, das in diese Struktur einzufügen ist. Digitalisierung ermöglicht die Integration und Mischung der ersten drei Medienstufen in der vierten. Quartäre Medien bieten eine enge Verbindung massenmedialer Eigenschaften (tertiäre Medien), erlauben aber den jederzeitigen, schnellen Wechsel zwischen individualer und Gruppenansprache bzw. Kommunikation, aber immer unter Bedingungen, die auf beiden Seiten der Kommunikation auf Geräte angewiesen ist.
Allein die Technizität eines Mediums definiert dieses aber noch nicht als Massenmedium, vielmehr muss dieses Medium in den sozialen Prozess der Massenkommunikation integriert sein. So ist beispielsweise ein nicht für den Markt produziertes, sondern für einen privaten Empfängerkreis bestimmtes Buch zwar als Printmedium technisch hergestellt, es fungiert aber nicht als Massenmedium. Dasselbe gilt für Hörfunktechnik, wenn sie im Küstenfunk eingesetzt wird, oder für Fernsehtechnik im Rahmen der Videoüberwachung.

## Geschichte
Mediengeschichte im allgemeinen Sinn bezeichnet die historische Entwicklung der Kommunikationsmittel. Sie fokussiert vor allem auf Massenmedien wie Presse, Hörfunk und Fernsehen. Der Begriff „Medien“ etablierte sich erst in den 1960er-Jahren. Das Wort wurde vom englischen Begriff „mass media“ übertragen, der bereits in den 1920er Jahren aufkam.
Es gibt zahlreiche verschiedene Ansätze zur Mediengeschichte. Neben Einflussfaktoren und charakteristischen Merkmalen gibt es auch eine Reihe von Grundproblematiken, die das Schreiben einer Mediengeschichte erschweren. Medien sind vielfältig und in sich komplex. Zudem sind ihre Ausprägungen nationalspezifisch und die mediale Entwicklung hoch different. Mit Mediengeschichte als Wissenschaft haben sich in Deutschland vor allem Klaus Merten, Knut Hickethier und Werner Faulstich auseinandergesetzt.
Haushalte in Deutschland gaben 2016 durchschnittlich 39 Euro pro Monat für Massenmedien (ohne Bücher) aus. Davon entfielen 42 Prozent auf den Rundfunkbeitrag, 33 % auf Zeitungen und Zeitschriften, 20 % auf Pay-TV und 6 % für Digitale Medien. Nicht enthalten sind darin die Ausgaben für die Übertragungswege, beispielsweise Internetzugang und Kabelanschluss.

## Rezipienten
Die mit Massenmedien einhergehende Massenkommunikation ist gegenüber der Individualkommunikation durch eine fehlende Auswahl der Empfänger gekennzeichnet, d. h., die Rezipienten sind nicht im Vorhinein festgelegt, sie sind räumlich verstreut (im Gegensatz zum „Präsenzpublikum“ z. B. bei einem Theaterstück, einem Vortrag oder einem Konzert) und ihre Anzahl ist prinzipiell unbegrenzt. Neben der räumlichen Distanz, etwa bei Live-Sendungen in Hörfunk und Fernsehen, besteht auch oft eine zeitliche Trennung zwischen Kommunikator und Rezipienten, so beim Lesen einer Zeitung oder beim Sehen einer bereits aufgezeichneten Fernsehsendung. Dieses disperse Publikum ist kein überdauerndes soziales Gebilde, die Rezipienten oder Rezipientengruppen sind untereinander anonym, unstrukturiert, unorganisiert und inhomogen (Menschen aus unterschiedlichen sozialen Schichten, mit unterschiedlichen Einstellungen, Lebensweisen und Interessen). Die Bezeichnung „Masse“ deutet in diesem Zusammenhang auf die unbestimmt große Anzahl von Menschen, an die Aussagen übermittelt werden, ohne sie persönlich individuell zu adressieren – in Abgrenzung zum soziologischen Begriff der Masse in seiner massenpsychologischen oder kulturkritischen Dimension.
Demgegenüber fungiert das Internet nicht durchweg als Massenmedium, da hier auch Individualkommunikation möglich ist (z. B. durch E-Mails).

### Vertrauen und Wahrnehmung Einfluss
Das Vertrauen in die Nachrichten aller Medien allgemein ging in Deutschland von 60 Prozent im Jahr 2013 auf 50 Prozent im Jahr 2022 zurück, in Österreich von 48 auf 41 Prozent und in der Schweiz von 50 auf 46 Prozent.
Im Jahr 2022 waren in Deutschland 41 Prozent der Ansicht, die Medien seien frei von unzulässiger politischer Einflussnahme, in Österreich waren es 23 Prozent und in der Schweiz 37 Prozent.
Im Jahr 2018 gaben in Deutschland 61,1 Prozent der Bevölkerung an, die Medien hätten ihrer „Ansicht nach einen zu großen Einfluss“ auf die politische Meinungsbildung der Bevölkerung.
Im Jahr 2025 zeigt sich in Deutschland ein gespaltenes Bild: Während 42 Prozent der Bevölkerung den öffentlich-rechtlichen Medien das größte Vertrauen entgegenbringen, gibt ein Viertel der Bevölkerung an, keinem großen, überregionalen Medium zu vertrauen. Besonders junge Erwachsene zwischen 16 und 24 Jahren zeigen sich vertrauensvoller. Fast die Hälfte (47 Prozent) von ihnen nennt die Öffentlich-Rechtlichen als bevorzugte Quelle.

## Systemtheoretische Einordnung
In Die Realität der Massenmedien betrachtet Niklas Luhmann Massenmedien als soziales Teilsystem der Gesellschaft, das Informationen darüber wie die Welt ist nicht überträgt, spiegelt, oder multipliziert, sondern eine eigene Realität konstruiert. Das System der Massenmedien produziert und reproduziert sich selbst (Autopoiesis), indem es in einer zirkulären Dauertätigkeit kommuniziert. Dabei nimmt es auf sich selbst Bezug und ist anschlussfähig für andere Systeme: Es ist operativ geschlossen und kognitiv offen. Die strukturelle Kopplung erfolgt über Themen. So ist die Werbung mit dem Wirtschaftssystem, die Unterhaltung mit der Kunst und die Berichterstattung mit dem politischen System gekoppelt. Alle Operationen erfolgen systemintern über die binäre Unterscheidung zwischen Information und Nichtinformation. Systemtypische Selektoren legen fest, was als Information gewertet wird und produzieren ein Tagesgeschehen:
1. Diskontinuität: Informationen müssen neu sein, Wiederholungen sind unerwünscht.
2. Spannung: Konflikte werden bevorzugt und wecken Informationsbedarf.
3. Zahlen: „Über Qualifikationen können […] substanzlose Aha-Effekte und zugleich mehr Informationen für die erzeugt werden, die sich auskennen.“
4. Lokaler Bezug: „Dass ein Hund einen Briefträger gebissen hat, kann nur im engsten Ortsbezug gemeldet werden. Im ferneren Umkreis muß schon ein ganzes Hunderudel den Briefträger zerfleischt haben, und auch das würde in Berlin nicht gemeldet werden, wenn es in Bombay passiert ist.“
5. Soziale Normverstöße: „In der Darstellung durch die Medien nehmen Normverstöße häufig den Charakter von Skandalen an. Das verstärkt die Resonanz, belebt die Szene und schließt die bei Normverstößen mögliche Äußerung von Verständnis und Entschuldigung aus. Im Falle von Skandalen kann es ein weiterer Skandal werden, wie man sich zum Skandal äußert. Die Massenmedien können durch solche Meldungen von Normverstößen und Skandalen mehr als auf andere Weise ein Gefühl der gemeinsamen Betroffenheit und Entrüstung erzeugen.“
6. Moral: Normverstöße sind besonders interessant, wenn sie mit moralischen Bewertungen versehen werden können.
7. Handelnde Personen: „Mit Bezugnahme auf Handlungen und Personen schafft das System der Massenmedien wichtige Ambiguitäten, und dies in engem Anschluß an die Alltagskommunikation.“
8. Aktualität und Rekursivität: „Das Erfordernis der Aktualität führt zur Konzentration der Meldungen auf Einzelfälle […]. Das Erfordernis der Rekursivität führt dazu, daß in späteren Meldungen auf die Ereignisse Bezug genommen wird.“
9. Äußerung von Meinungen: „Ein erheblicher Teil des Materials für Presse, Hörfunk und Fernsehen kommt dadurch zustande, daß die Medien sich in sich selbst spiegeln und das wiederum als Ereignis behandeln.“

Die Funktion der Massenmedien liegt für Luhmann im „Dirigieren der Selbstbeobachtung des Gesellschaftssystems“. Ein Problem dabei ist, dass die Massenmedien in fremdreferentieller Einstellung über Tatsachen und Meinungen berichten, was die Möglichkeit einer Beobachtung 2. Ordnung, Beobachter zu beobachten, einschließt. In selbstreferentieller Einstellung jedoch kann sich das System der Massenmedien zwar selbst bezeichnen und kann die eigenen Strukturen und Prozesse zum Thema machen, aber nur als Objekte. Es fragt sich nicht wie es selbst Beobachter agiert und setzt sich damit selbst in den unbeobachtbaren unmarkierten Raum. Den Ausweg, daher ethische Codes für Journalisten aufzustellen, hält er nicht für ausreichend.

## Wirtschaftliche Aspekte
Massenmedien sind eines der Erkenntnisobjekte der Medienbetriebslehre und von besonderer Bedeutung in der Medienwirtschaft. Den Medienunternehmen wird auf dem Medienmarkt über die Massenproduktion und das Gesetz der Massenproduktion eine Kostendegression (Kostensenkung der Stückkosten) ermöglicht. Je mehr Zeitungen gedruckt werden, umso geringer werden – bei konstanten Fixkosten – die Stückkosten pro Zeitung. Bei ebenfalls konstantem Preis steigt dann der Gewinn. Je höher die Auflagenstärke oder Medienreichweite (etwa Einschaltquote) ist, umso mehr können Größenvorteile genutzt und Werbeeinnahmen gesteigert werden.
Zwischen analogen Medien und digitalen Medien wie beispielsweise Printmedien und Onlinemedien besteht Substitutionskonkurrenz. Sie gehören zu den Substitutionsgütern, wenn ihr Medieninhalt vollkommen identisch ist. Dies hat zur Folge, dass beispielsweise die Nutzung einer Internet-Zeitung den Umsatz ihrer analogen Papier-Version schmälern kann.